# Love Like Birds
Love Like Birds is een soloproject van de Gentse zangeres Elke De Mey die haar carrière begon door nummers op Myspace te plaatsen, waardoor ze in contact kwam met andere muzikanten. 
De eerste output van Love Like Birds werd uitgebracht op een in eigen beheer uitgebrachte ep met intimistische folkpop. Het album werd geproduceerd door De Meys toenmalige vriend Jinte Deprez (zanger/gitarist van Balthazar) en Gertjan Van Hellemont.
In 2012 won Love Like Birds de VI.be on Air-weektrofee op Studio Brussel.
Voor Record Store Day 2012 maakte Love Like Birds een split 10-inch met Oscar and the Wolf.

## Discografie
- 2011 Love like birds (ep)